# Zsótér Pál
Zsótér Pál (Esztergom, 1912. december 30. — Budapest, 1980. november 18.) tanár, iskolaigazgató, gyógypedagógus, gyógypedagógiai szakíró.

## Életpályája
Pályakezdőként több gyógypedagógiai intézményben tanított Budapesten (1937-), majd a budapesti Bánát utcai Kisegítő Iskola (1945-) és később (1955-) a Nyomorék Gyermekek Általános Iskolája és Intézete (ugyanez 1964-től Mozgásjavító Általános Iskola és Nevelőotthon) igazgatója volt nyugalomba vonulásáig. Intézetfejlesztő, tankönyvírói és tanterv-készítői tevékenysége is figyelmet érdemel. A mozgáskorlátozott gyermekekért létesült egyik alapítvány őrzi nevét.

## Főbb munkái
- A Nyomorék Gyermekek Intézetének szelektálási problémái. in: Országos Gyógypedagógiai Kongresszus. (Szerk. Méhes J.) Budapest, 1959. 303-308.;
- A Mozgásjavító Általános Iskola tantervéről. Gyógypedagógia, 1968. 4. 117-119.;
- Kiegészítő tanterv mozgásjavító általános iskolák számára. Budapest, 1969. (szerk.)